# 能指

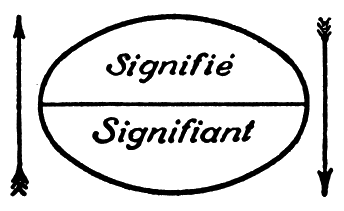
索緒爾在《普通语言学教程》一書中提出「能指」與「所指」間的關係。圖中圓圈代表的是一個「記號」（sign），而記號是由「能指」（下，法文：signifiant）及「所指」（上，法文：signifié）所構成

能指（英語：signifier）又译意符、符徵、符號具，语言学和符号学概念，指一个有特定含义的记号（sign，徵象，通常表现为声音或图像）能够引发人们对特定对象事物的概念联想；能指包括了任何足以用来沟通的形象，如文字、发音、符号。索绪尔在《普通语言学教程》中普及了「能指」和「所指」的概念，他将「能指」界定为符号的一种表现类型，是与所指（signified，符旨）相对应的概念。

## 概念
在索緒爾提出的概念中，「記號」（sign）是由「能指」和「所指」所構成；能指是一個記號的「物質層」，也就是記號中能被指定的物件；所指是一個記號的「定義層」。將能指（代表形象的意符）與所指（代表概念的意指）結合在一起產生記號或語意的過程，則稱為「指稱」（signification，指意、表意），人類的溝通才得以進行。
能指與所指的联结，是任意的、人为的、规约的、武断的、不可论证的，只要两者的结合可符合社会约定或习惯风俗，社会广为接受，即可成立联结。